# Goitkh
Goitkh - Гойтх (rus) és un poble del krai de Krasnodar, a Rússia. Es troba als vessants del Caucas occidental, a la capçalera del riu Pxix, a 27 km al nord-est de Tuapsé i a 94 km al sud de Krasnodar.
Pertany al possiólok d'Oktiabrski.

## Història
La fortalesa de Goitkh fou erigida el 23 de març del 1863. El 22 de maig del 1866 s'abandonà per la pèrdua de significat militar. Goitkh pertanyia a l'otdel de Maikop segons els registres del 1888 i del 1917. Rebé immigració de grecs pòntics que emigraren per les persecucions de l'Imperi Otomà. Del 26 d'abril del 1923 al 10 de mar del 1925 pertanyé al vólost de Khadíjensk.